# Buenavista (Michoacán)
Pour les articles homonymes, voir Buenavista.
Buenavista est une municipalité de l'État de Michoacán au Mexique.

## Géographie
La localité se situe dans la région de Tierra Caliente, la Cordillère Néovolcanique, la vallée de la rivière Tepalcatepec, à environ 230 km à l'ouest de la capitale de l'État de Michoacán de Ocampo, Morelia.

## Histoire
Le nom complet précédent est Tomatlán Buenavista, Lieu à tomates Belle Vue. Après l'invasion espagnole, une exploitation agricole (hacienda) dans la municipalité de Apatzingán, se développe. La municipalité est créée en 1927.

## Population
La population ancienne se compose d'Aztèques mêlés de Purépechas (Tzintzuntzan) et Otomis.
La population totale en 2010 est de 42 234 habitants.